# Canton d'Outarville
Pour les articles homonymes, voir Canton de Bazoches.
Le canton d'Outarville est une division administrative française du département du Loiret et l'arrondissement de Pithiviers en région Centre-Val de Loire.
Le canton a porté successivement le nom de canton de Bazoches de 1790 à 1801 puis le nom de canton de Bazoches-les-Gallerandes de 1801 à 1806, avant de prendre le nom de canton d'Outarville.
Il est créé en 1790 sous la Révolution française et supprimé sous la Cinquième République en 2015.

## Histoire
Le canton est créé le 10 février 1790 sous la Révolution française. Il est alors inclus dans le district de Neuville.
À l'origine, le canton porte le nom de canton de Bazoches, puis, avec la suppression des districts et la création des arrondissements, adopte en 1801 celui de canton de Bazoches-les-Gallerandes, il adopte le nom de canton d'Outarville en 1806 avec le transfert du chef-lieu.
À la suite de la suppression des districts et de la création des arrondissements qui survient en 1801 (9 vendémiaire, an X) sous le Premier Empire, le canton se voit rattaché à l'arrondissement de Pithiviers.
Le redécoupage des arrondissements intervenu en 1926 a supprimé cet arrondissement et rattaché 3 de ses cantons, dont le canton d'Outarville, à l'arrondissement d'Orléans. Le nouveau découpage de 1942 a recréé l'arrondissement de Pithiviers dans l'état où il se trouvait avant 1926.

### Évolution de la composition du canton
| Nom                      | Année d'intégration | Canton précédent | Année de sortie | Canton suivant                        |
| ------------------------ | ------------------- | ---------------- | --------------- | ------------------------------------- |
| Allainville              | 1801                | Erceville        | 1972            | Absorbée par Outarville               |
| Andonville               | 1801                | Erceville        | 2015            | Pithiviers                            |
| Aschères-le-Marché       | 1801                | Achêres          | 2015            | Pithiviers                            |
| Attray                   | 1801                | Chilleurs        | 2015            | Pithiviers                            |
| Autruy-sur-Juine         | 1801                | Erceville        | 2015            | Pithiviers                            |
| Bazoches-les-Gallerandes | 1790                | -                | 2015            | Pithiviers                            |
| Boisseaux                | 1801                | Erceville        | 2015            | Pithiviers                            |
| Charmont-en-Beauce       | 1801                | Erceville        | 2015            | Pithiviers                            |
| Châtillon-le-Roi         | 1790                | -                | 2015            | Pithiviers                            |
| Chaussy                  | 1801                | Achêres          | 2015            | Pithiviers                            |
| Crottes-en-Pithiverais   | 1801                | Achêres          | 2015            | Pithiviers                            |
| Erceville                | 1801                | Erceville        | 2015            | Pithiviers                            |
| Faronville               | 1801                | Erceville        | 1972            | Absorbée par Outarville               |
| Gironville               | 1801                | Erceville        | 1813            | Absorbée par Charmont                 |
| Greneville-en-Beauce     | 1790                | -                | 2015            | Pithiviers                            |
| Guignonville             | 1790                | -                | 1972            | Absorbée par Greneville-en-Beauce     |
| Izy                      | 1801                | Achêres          | 1972            | Absorbée par Bazoches-les-Gallerandes |
| Jouy-en-Pithiverais      | 1790                | -                | 2015            | Pithiviers                            |
| Léonville                | 1801                | Erceville        | 2015            | Pithiviers                            |
| Montigny                 | 1801                | Chilleurs        | 2015            | Pithiviers                            |
| Oison                    | 1801                | Achêres          | 2015            | Pithiviers                            |
| Outarville               | 1790                | -                | 2015            | Pithiviers                            |
| Saint-Péravy-Épreux      | 1801                | Erceville        | 1972            | Absorbée par Outarville               |
| Teillay-le-Gaudin        | 1790                | -                | 1972            | Absorbée par Outarville               |
| Teillay-Saint-Benoît     | 1801                | Chilleurs        | 1972            | Absorbée par Crottes-en-Pithiverais   |
| Tivernon                 | 1801                | Achêres          | 2015            | Pithiviers                            |

#### 1790-1801
Le canton est composé des sept communes suivantes : Bazoches-les-Gallerandes, Chatillon, Grigneville, Guignonville, Jouy, Outarville, Teillay-le-Gaudin.

#### 1801-1973
Le canton intègre plusieurs communes à la suite du redécoupage de 1801, et notamment la suite de la suppression des cantons d'Achêres, Chilleurs et Erceville ;  il est dans un premier temps composé de 26 communes puis de 25 à la suite de l'absorption de Gironville par Charmont en 1813 : Aschères, Allainville, Andonville, Attray, Autruy, Bazoches-les-Gallerandes, Boisseaux, Charmont,  Châtillon-le-Roi, Chaussy, Crottes, Erceville, Faronville, Gironville (1801-1813), Grigneville, Gignonville, Izy, Jouy, Léonville, Montigny, Oison, Outarville, Saint-Péravy-Épreux, Teillay-Saint-Benoît, Teillay-le-Gaudin, Tivernon

#### 1973-2015
Entre 1973 et sa suppression en 2015, le canton voit sa composition réduite à 18 communes. En effet, au cours de l'année 1972, sept communes disparaissent après absorption par des communes voisines : Allainville-en-Beauce, Faronville, Saint-Péravy-Épreux et Teillay-le-Gaudin sont absorbées par Outarville ; Teillay-Saint-Benoît est absorbée par Crottes-en-Pithiverais ; Izy est absorbée par Bazoches-les-Gallerandes ; Guignonville est absorbée par Grigneville. La liste des communes du canton est donc la suivante : Andonville, Aschères-le-Marché, Attray, Autruy-sur-Juine, Bazoches-les-Gallerandes, Boisseaux, Charmont-en-Beauce, Châtillon-le-Roi, Chaussy, Crottes-en-Pithiverais, Erceville, Greneville-en-Beauce, Jouy-en-Pithiverais, Léouville, Montigny, Oison, Outarville, Tivernon.

## Représentation

### Liste des conseillers généraux successifs (1833 à 2015)
| Période                                  | Période      | Identité                                                           | Étiquette              | Qualité                                                              |
| ---------------------------------------- | ------------ | ------------------------------------------------------------------ | ---------------------- | -------------------------------------------------------------------- |
| 1833                                     | 1845         | Comte puis Duc Jules Estissac de La Rochefoucauld                  | Majorité ministérielle | Député (1830-1837) Aide-de-camp du Roi Louis-Philippe Pair de France |
| 1845                                     | 1852         | Alexandre Charles Thiroux, Comte de Gervilliers (1805-1853)        |                        | Propriétaire du château d'Arconville, maire d'Outarville             |
| 1852                                     | 1871         | Marquis Léon Urbain François de Poilloüe de Saint-Mars (1820-1903) |                        | Propriétaire du château de Chambaudoin Maire d'Erceville             |
| 1871                                     | 1885 (décès) | Joseph Gandrille (1814-1885)                                       | Droite                 | Propriétaire, cultivateur Conseiller municipal d'Oison               |
| 1885                                     | 1889         | Charles Lefebvre-Gandrille (gendre du précédent, 1842-1909))       | Monarchiste            | Cultivateur à Rouvray-Sainte-Croix Maire d'Oison                     |
| 1889                                     | 1914 (décès) | Comte puis Marquis Jean Charles de la Porte-Martel (1840-1914)     | Républicain            | Maire d'Autruy-sur-Juine                                             |
| 1914                                     | 1919         | siège vacant                                                       |                        |                                                                      |
| 1919                                     | 1925         | Jules Morin                                                        | RG                     | Agriculteur à Beauclair Maire de Jouy-en-Pithiverais                 |
| 1925                                     | 1931         | Jean Marie Jousset                                                 | Rad.                   | Propriétaire à Chambaudouin Conseiller municipal d'Erceville         |
| 1931                                     | 1939 (décès) | Jules Morin                                                        | FR                     | Maire de Jouy-en-Pithiverais                                         |
| 1939                                     | 1940         | siège vacant                                                       |                        |                                                                      |
|                                          |              |                                                                    |                        |                                                                      |
| 1943                                     | 1945         | Maurice Lemaire                                                    |                        | Maire d'Outarville Nommé conseiller départemental en 1943            |
|                                          |              |                                                                    |                        |                                                                      |
| 1945                                     | 1953         | Jean Le Maire                                                      | UDSR                   | Médecin, adjoint au maire de Bazoches-les-Gallerandes                |
| 1953                                     | 1982         | Raoul Madre (1905-1990)                                            | DVD                    | Cultivateur Maire de Crottes-en-Pithiverais                          |
| 1982                                     | 1989 (décès) | Pierre Mondine (1924-1989)                                         | RPR                    | Vétérinaire Maire d'Outarville                                       |
| 1989                                     | 2003 (décès) | Pierre Bonnin (1926-2003)                                          | RPR puis UMP           | Maire de Greneville-en-Beauce                                        |
| 2003                                     | 2008         | Dominique Villette                                                 | UMP                    | Cultivateur Maire de Bazoches-les-Gallerandes                        |
| 2008                                     | 2015         | Patrick Choffy                                                     | DVD                    | Ancien employé Maire de Boisseaux depuis 1995                        |
| Les données manquantes sont à compléter. |              |                                                                    |                        |                                                                      |

### Conseillers d'arrondissement (de 1833 à 1940)
Le canton d'Outarville avait deux conseillers d'arrondissement.
| Période                                  | Période          | Identité                              | Étiquette | Qualité |
| ---------------------------------------- | ---------------- | ------------------------------------- | --------- | --- |
| 1833                                     | 1839             | M. Fortin                             |           | Propriétaire à Aschères-le-Marché                                                                           |
| 1833                                     | ap.1852          | Jacques Louis Sagot (1789-1877)       |           | Chef de bataillon de la Garde nationale, propriétaire, ancien maire de Faronville (1818-1829)               |
| 1839                                     | 1845             | Jean Baptiste Legangneux              |           | Ancien notaire, propriétaire à Erceville                                                                    |
| 1846                                     | ap.1852          | Jacques François Barberon (1798-1873) |           | Ancien notaire, propriétaire à Outarville                                                                   |
|                                          |                  |                                       |           | |
| 1877                                     | 1883 (démission) | Julien Amédée Técherot                |           | Notaire à Outarville                                                                                        |
| 1883                                     | 1887 (décès)     | Charles Alexandre Potheau             |           | Maire de Jouy-en-Pithiverais                                                                                |
|                                          |                  |                                       |           | |
|                                          | 1940             | Aimable Jules Brosse                  | Radical   | Cultivateur, maire d'Outarville                                                                             |
|                                          | 1940             | M. Girard                             | Radical   | |
| 1940                                     |                  |                                       |           | Les conseils d'arrondissement ont été suspendus par la loi du 12 octobre 1940 et n'ont jamais été réactivés |
| Les données manquantes sont à compléter. |                  |                                       |           | |

### Résultats électoraux détaillés
- Élections cantonales de 2001 : Pierre Bonnin (RPR) est élu au 1er tour avec 67,13 % des suffrages exprimés, devant Janine Davi (FN) (19,46 %) et Patricio Ruiz (PCF) (13,42 %). Le taux de participation est de 72,91 % (4 271 votants sur 5 858 inscrits)[17].
- Élections cantonales partielles de 2003  : Dominique Villette  (UMP) est élu au 2e tour avec 44,35 % des suffrages exprimés, devant Janine Emmanuel Hervieux (DVD), (34,25 %) et  Jean-Charles Lefebvre (PS), (21,40 %). Le taux de participation est de 58,02 % (3 447 votants sur 6 045 inscrits)[18].
- Élections cantonales de 2008 : Patrick Choffy   (Divers droite) est élu au 2e tour avec 54,18 % des suffrages exprimés, devant Dominique  Villette  (UMP) (45,82 %). Le taux de participation est de 61,86 % (3 917 votants sur 6 332 inscrits)[19].

## Géographie

### Composition
Le canton d'Outarville, d'une superficie de 302 km2, est composé de dix-huit communes.
| Nom                      | Code Insee | Intercommunalité               | Superficie (km2) | Population (dernière pop. légale) | Densité (hab./km2) |
| ------------------------ | ---------- | ------------------------------ | ---------------- | --------------------------------- | ------------------ |
| Andonville               | 45005      | CC de la Plaine du Nord Loiret | 11,94            | 212 (2014)                        | 18                 |
| Aschères-le-Marché       | 45009      | CC de la Forêt                 | 20,90            | 1 150 (2014)                      | 55                 |
| Attray                   | 45011      | CC de la Plaine du Nord Loiret | 16,74            | 213 (2014)                        | 13                 |
| Autruy-sur-Juine         | 45015      | CC du Pithiverais              | 27,11            | 691 (2014)                        | 25                 |
| Bazoches-les-Gallerandes | 45025      | CC de la Plaine du Nord Loiret | 36,73            | 1 503 (2014)                      | 41                 |
| Boisseaux                | 45037      | CC de la Plaine du Nord Loiret | 7,19             | 472 (2014)                        | 66                 |
| Charmont-en-Beauce       | 45080      | CC de la Plaine du Nord Loiret | 18,05            | 391 (2014)                        | 22                 |
| Châtillon-le-Roi         | 45086      | CC de la Plaine du Nord Loiret | 4,54             | 275 (2014)                        | 61                 |
| Chaussy                  | 45088      | CC de la Plaine du Nord Loiret | 12,94            | 330 (2014)                        | 26                 |
| Crottes-en-Pithiverais   | 45118      | CC de la Plaine du Nord Loiret | 13,65            | 335 (2014)                        | 25                 |
| Erceville                | 45135      | CC de la Plaine du Nord Loiret | 12,72            | 331 (2014)                        | 26                 |
| Greneville-en-Beauce     | 45160      | CC de la Plaine du Nord Loiret | 22,47            | 665 (2014)                        | 30                 |
| Jouy-en-Pithiverais      | 45174      | CC de la Plaine du Nord Loiret | 15,86            | 260 (2014)                        | 16                 |
| Léouville                | 45181      | CC de la Plaine du Nord Loiret | 4,28             | 78 (2014)                         | 18                 |
| Montigny                 | 45214      | CC de la Forêt                 | 5,36             | 248 (2014)                        | 46                 |
| Oison                    | 45231      | CC de la Plaine du Nord Loiret | 12,09            | 135 (2014)                        | 11                 |
| Outarville               | 45240      | CC de la Plaine du Nord Loiret | 46,61            | 1 382 (2014)                      | 30                 |
| Tivernon                 | 45325      | CC de la Plaine du Nord Loiret | 12,61            | 263 (2014)                        | 21                 |

### Démographie

#### Évolution démographique
En 2012, le canton comptait 8 966 habitants.
| 1962  | 1968  | 1975  | 1982  | 1990  | 1999  | 2006  | 2011  | 2012  |
| ----- | ----- | ----- | ----- | ----- | ----- | ----- | ----- | ----- |
| 7 691 | 7 359 | 7 218 | 7 366 | 7 666 | 8 154 | 8 743 | 8 948 | 8 966 |

#### Âge de la population
La pyramide des âges, à savoir la répartition par sexe et âge de la population, du canton d'Outarville en 2009 ainsi que, comparativement, celle du département du Loiret la même année sont représentées avec les graphiques ci-dessous.
La population du canton comporte 50,7 % d'hommes et 49,3 % de femmes. Elle présente en 2009 une structure par grands groupes d'âge similaire à celle de la France métropolitaine. 
Il existe en effet 115 jeunes de moins de 20 ans pour cent personnes de plus de 60 ans, soit un indice de jeunesse de 1,15, alors que pour la France cet indice est de 1,06. L'indice de jeunesse du canton est également supérieur à celui  du département (1,1) et à celui de la région (0,95).
| Hommes | Classe d’âge | Femmes |
| ------ | ------------ | ------ |
| 0,5    | 90 ans ou +  | 1,0    |
| 7,3    | 75 à 89 ans  | 10,8   |
| 13,7   | 60 à 74 ans  | 13,0   |
| 20,0   | 45 à 59 ans  | 18,9   |
| 22,0   | 30 à 44 ans  | 22,3   |
| 14,3   | 15 à 29 ans  | 13,2   |
| 22,2   | 0 à 14 ans   | 20,8   |

| Hommes | Classe d’âge | Femmes |
| ------ | ------------ | ------ |
| 0,4    | 90 ans ou +  | 1,1    |
| 6,6    | 75 à 89 ans  | 9,5    |
| 13,4   | 60 à 74 ans  | 13,9   |
| 20,1   | 45 à 59 ans  | 20,0   |
| 20,3   | 30 à 44 ans  | 19,5   |
| 19,3   | 15 à 29 ans  | 17,7   |
| 19,9   | 0 à 14 ans   | 18,2   |

### Statistiques
|    | Labours | Labours | Prés | Prés | Vignes | Vignes | Bois | Bois | Divers | Divers | Total |
| -- | ------- | ------- | ---- | ---- | ------ | ------ | ---- | ---- | ------ | ------ | ----- |
| ha | %       | ha      | %    | ha   | %      | ha     | %    | ha   | %      | ha     |       |
|    |         |         |      |      |        |        |      |      |        |        |       |